# Богушівка (притока Горині)
Богушівка — річка в Україні, яка протікає на півночі Шепетівського району Хмельницької області. Права притока Горині (басейн Дніпра).

## Опис
Довжина річки 20 км., похил річки — 1,7 м/км. Формується з багатьох безіменних струмків та водойм. Площа басейну 116 км².

## Розташування
Бере початок на південному заході від Романова. Тече переважно на північний захід через Романіни (колишня назва Горжельня Романова (рос.) і у Славуті впадає в річку Горинь, праву притоку Прип'яті. 
Річку перетинає автомобільна дорога Н25.